# Rainha de Maio

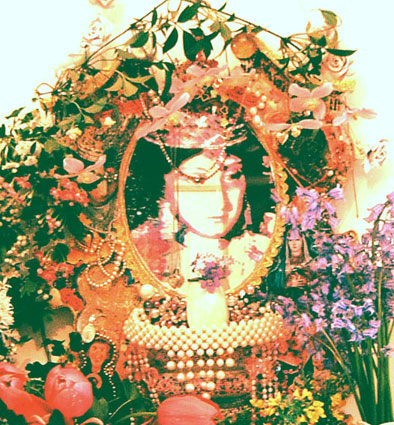
Altar de Maio na Irlanda - Imagem religiosa de Maria como a Rainha de Maio, obra da artista Clare O Hagan

A  Rainha de Maio (em inglês: May Queen ou Queen of May) é uma personificação do feriado do Dia de Maio, além da primavera e também do verão. Em Portugal há uma festividade equivalente, chamada Festa das Maias  ou simplesmente As Maias.

## Festivais

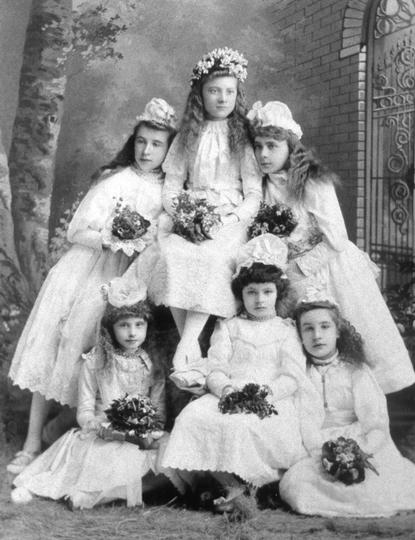
Uma Rainha de Maio em New Westminster, na Colúmbia Britânica, Canadá de cerca de 1877.

Hoje, a Rainha de Maio é uma menina que deve cavalgar ou andar na frente de um desfile para as celebrações do Dia de Maio. Ela usa um vestido branco para simbolizar a pureza e, geralmente, uma tiara ou coroa. Seu dever é começar as celebrações do Dia de Maio. Ela é geralmente coroada com flores e faz um discurso antes da dança começar. Determinados grupos etários dançam em volta de um mastro enfeitado celebrando a juventude e o tempo de primavera.
Sir James George Frazer encontrou na figura da Rainha de Maio uma relíquia do culto da árvore:
De acordo com o folclore, a tradição já teve um toque sinistro, em que a Rainha de Maio era condenada à morte uma vez que as festividades tivessem acabado.[carece de fontes?] A veracidade dessa crença é difícil de estabelecer; pode ser apenas uma memória popular dos antigos costumes pagãos. Ainda assim, as associações frequentes entre os rituais do Dia de Maio, o ocultismo e o sacrifício humano ainda estão sendo encontradas na cultura popular hoje. The Wicker Man, um filme de terror de culto estrelado por Christopher Lee, é um exemplo proeminente dessas associações.

## História
Na época do antigo calendário juliano, durante a Alta Idade Média, na Inglaterra, a Rainha de Maio também era conhecida como a "Rainha do Verão". George Caspar Homans aponta: "O tempo desde o Hocktide, após a Semana Santa, até o Lammas (1º de agosto) era o verão (estas)."
Em 1557, um diarista de Londres chamado Henry Machyn escreveu (em inglês antigo):
"The xxx day of May was a goly May-gam in Fanch-chyrchestrett with drumes and gunes and pykes, and ix wordes dyd ryd; and thay had speches evere man, and the morris dansse and the sauden, and an elevant with the castyll, and the sauden and yonge morens with targattes and darttes, and the lord and the lade of the Maye".
Em português: O trigésimo dia de Maio era um alegre jogo de Maio na Rua Fenchurch (em Londres) com tambores e armas e piques, os Nove da Fama cavalgaram; e todos eles tinham discursos, e a dança de Morris e o sultão e um elefante com um castelo e o sultão e jovens mouros com escudos e flechas, e o senhor e a senhora de Maio".
Muitas áreas mantém viva essa tradição nos dias de hoje. A mais antiga tradição ininterrupta é a de Hayfield, Derbyshire com base em uma feira de maio muito mais velha. Outro evento notável inclui o do subúrbio de Brentham Garden, na Inglaterra que ocorre anualmente. Ele tem a segunda tradição mais antiga ininterrupta, embora a Rainha de Maio do All Festival de Londres na Hayes Common em Bromley é uma concorrente próxima. Um festival do Dia de Maio é realizado na vila verde de Aldborough, North Yorkshire em um lugar que remonta ao tempo dos romanos e à resolução de Isurium Brigantum. A Rainha de Maio é selecionada de um grupo de 13 meninas para cima pelos jovens bailarinos. Ela retorna no ano seguinte para coroar a nova Rainha de Maio e permanece na procissão. O maior evento nesta tradição na Grã-Bretanha moderna é o Festival de Fogo de Beltane em Edimburgo, na Escócia.
A celebração do Dia de Maio realizada anualmente desde 1870 em New Westminster, na Colúmbia Britânica, Canadá tem a distinção de ser a mais antiga celebração do Dia de Maio de seu tipo na Comunidade Britânica.

## Em Portugal

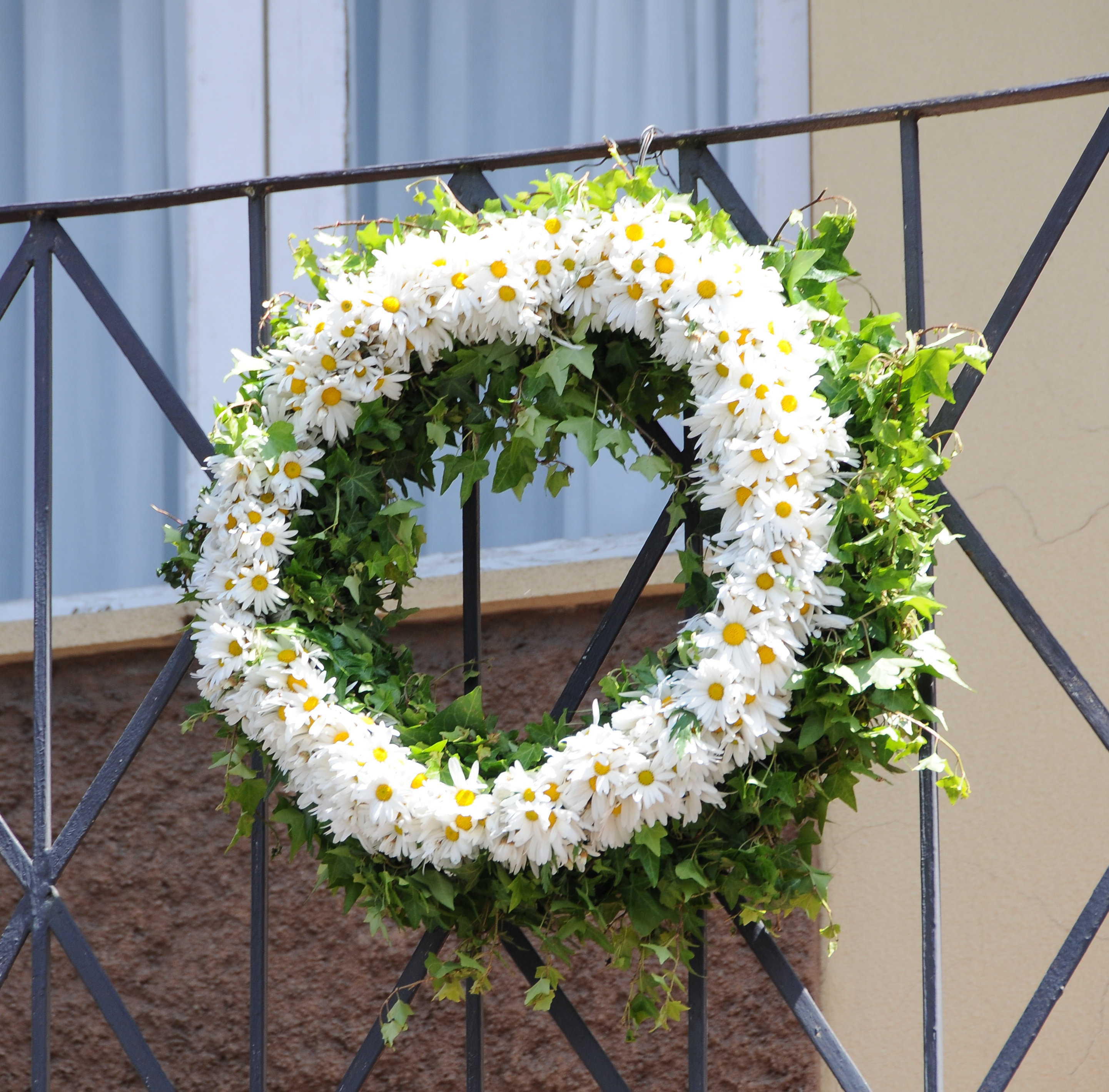
Maio numa casa em Braga

Em Portugal, a Festa das Maias celebra-se em algumas regiões no dia 1 de Maio, feriado nacional. As portas e janelas das casas ou as grelhas dos automóveis são enfeitadas com ramos de giesta amarela ou com coroas de flores chamadas maia ou maio. É um vestígio do Beltane, uma antiga festividade celta, que celebrava o início do Verão.
Na festa do Maio fazem-se bonecos de palha de centeio, farelos e trapos, no tamanho normal de pessoas que se vestem e calçam com a roupa de adultos ou crianças, aos quais se dá, também, o nome de «Maia». Esta boneca é disposta em locais de destaque, rodeada de flores, de modo a que a que seja vista por todas as pessoas que passam na rua.

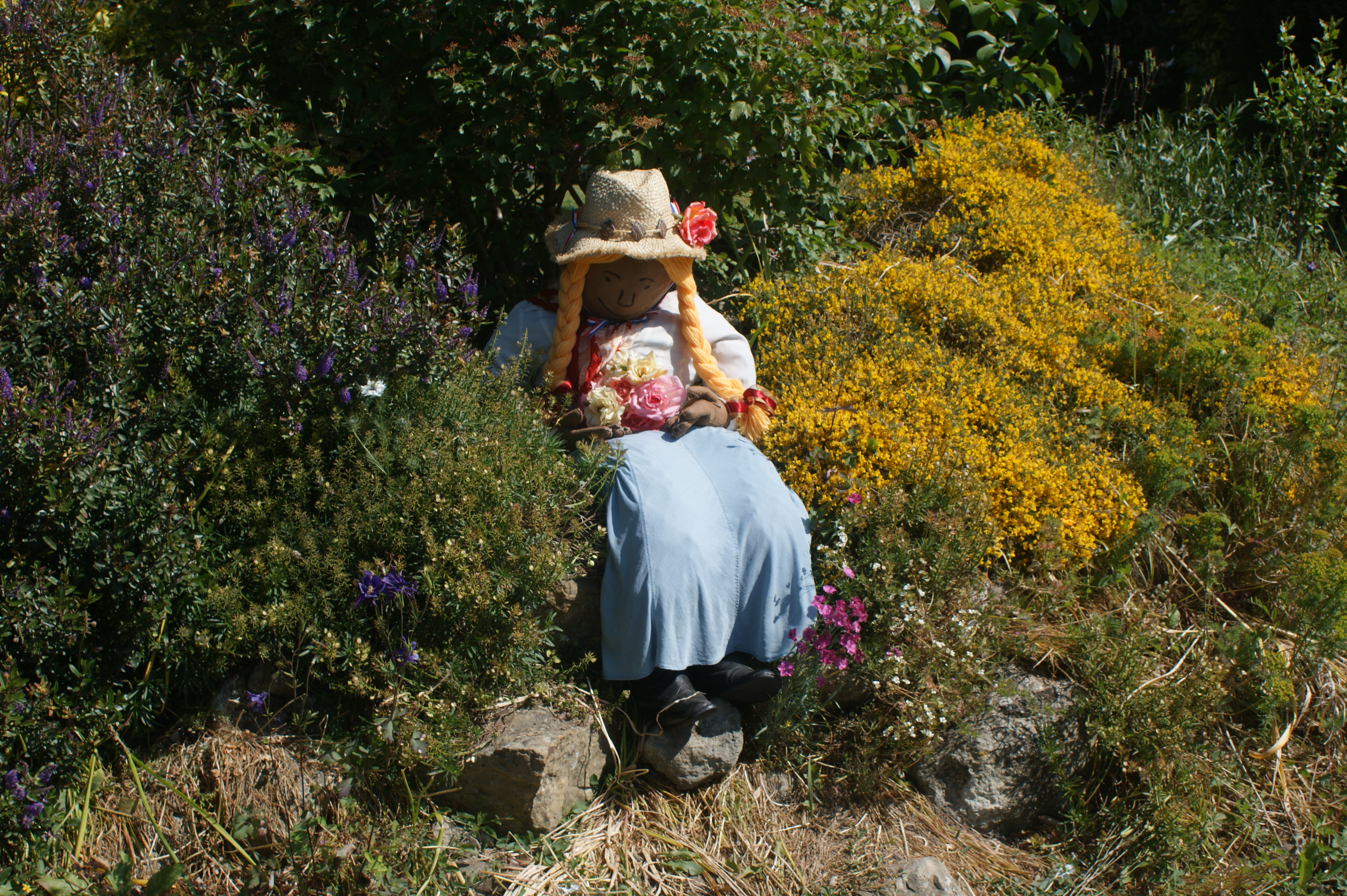
Uma Maia

Era costume as crianças irem de casa em casa a cantar e a pedir.
Outro costume era vestir uma criança de «maia» (o boneco de palha), enfeitando-a ainda com giestas amarelas. Toda de branco e coberta de flores, a criança  ficava num tapete enquanto várias crianças cantavam e dançavam à volta dela.  Com efeito, esta tradição encontrava igual paralelo em Beja, tendo sido relatada por Teófilo Braga, na sua obra «O povo portuguez nos seus costumes, crenças e tradições»:
"as Maias em Beja: «Aqui, juntam-se as crianças de ambos os sexos, especialmente do feminino ; enfeitam uma rapariguinha mais pequena, vestida de branco, contorneam-lhe de flores a cabeça e o peito, assentam-na em uma cadeirinha, que collocam sobre uma meza egualmente ornada e deixam estar allí a pobre pequena toda a tarde emquanto outras sentadas em redor da meza cantam e tocam adofes.»"

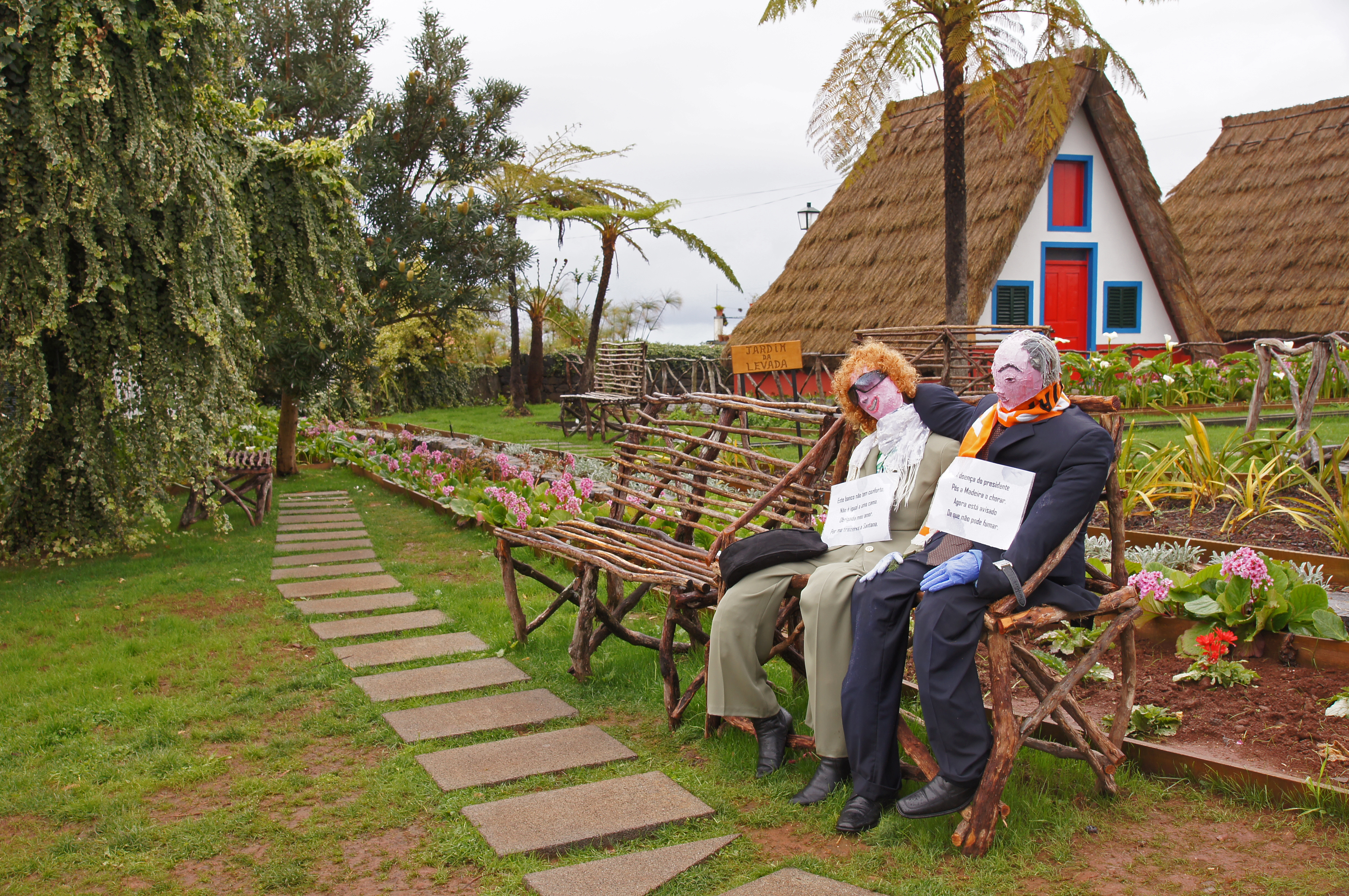
Maios na Madeira

Em Óbidos na noite de 30 para 1 de Maio fazia-se uma pequena festa. Pedia-se um donativo às casas comerciais para comprar o bacalhau e azeite, que os rapazes e os homens da vila comiam pelas três ou quatro horas da madrugada, na longa noite dos Maios.
Os rapazes, tinham que ir aos campos acompanhados pelo som de instrumentos musicais, apanhar maios ou outras flores como madressilvas, giestas floridas, folhados, rosas silvestres, etc., para espalharem durante a madrugada por toda a vila. A população para evitar que o “maio os encontrasse na cama” e “ficassem amarelos o resto do ano”, levantava-se cedo para ver a vila 'maiada' com as aldrabas das portas e as janelas das habitações enfeitadas com flores e o adro da igreja também coberto de flores. Iam depois ouvir a música e ver os foguetes.
Os Maios também são celebrados no Algarve, na região entre Loulé e Tavira,  incluindo Faro (Estoi) e de Olhão, (Olhão, Moncarapacho, Quelfes), nos Açores (ilhas Terceira, Graciosa, …) e na Galiza.
O «maio-pequenino» ou «maio-moço» era um rapaz que vestia-se de maio, tratava-se de uma figura folclórica que personifica a Primavera  que já existe desde a era medieval em Portugal, encontrando alusão, inclusive na peça de teatro de Gil Vicente, o «Triunfo do Inverno». O Maio-moço andava com a roupa enfeitada de giestas, e trazia na cabeça  giestas que formavam uma pirâmide. O maio-moço saía pelas ruas com crianças a cantarem e a dançarem à volta dele. Andava também pelos campos a esconjurar os maus espíritos para proteger as famílias e as colheitas.
| “ | O meu maio moço ele lá vem vestido de verde que parece bem. | ” |

Designadas como "Cantigas das Maias", "Cantigas do Maio-moço", ou "cantar as Maias" consiste no cantar de músicas pelas ruas por grupos de pessoas no primeiro dia de Maio. O documento referido como a postura da Câmara de Lisboa de 1385 proibia  que se cantassem as Maias ou que se cantasse a qualquer outro mês:
"Outrossim estabelecem que daqui em diante nesta cidade e em seu termo não se cantem janeiras nem maias, nem a nenhum outro mês do ano,[…]"